# Echinopyrrhosia varia
Echinopyrrhosia varia är en tvåvingeart som först beskrevs av Walker 1853.  Echinopyrrhosia varia ingår i släktet Echinopyrrhosia och familjen parasitflugor.
Artens utbredningsområde är Colombia. Inga underarter finns listade i Catalogue of Life.